# Vulvodynie
Vulvodynie je nevysvětlitelná bolest v oblasti genitálu, která znemožňuje ženě pohlavní styk. Ale může bolet i při zavádění tampónu nebo gynekologických zrcadel. Někdy ženě vadí také nošení těsných kalhot.